# Louis Charles de Flers
Louis Charles de La Motte-Ango, vicomte de Flers, né le 12 juin 1754 à Paris, mort guillotiné le 22 juillet 1794 dans cette même ville, est un général de la Révolution française, victime de la troisième conspiration des prisons.

## États de service
D'abord officier de l'armée royale, il se rallie à la Révolution dès 1789. Colonel, il participe en 1792 à la campagne de Belgique, puis devient maréchal de camp de Dumouriez en Hollande. Le 14 mai 1793 il est nommé commandant en chef de l'armée des Pyrénées orientales et le restera jusqu'à sa destitution le 6 août 1793.
En 1793, il prend le parti d'armer les paysans catalans français et répond au commandant en chef de l'armée espagnole, Antonio Ricardos, qui se plaint de cette nouveauté: « Tous les Français sont soldats; le seul uniforme de la liberté et de l'égalité est la cocarde tricolore. »
Le 4 août, près d'Argelès-sur-Mer, une force espagnole remporte une victoire mineure sur l'armée de de Flers. En pleine terreur, il est arrêté par la Convention, en particulier par Joseph-Étienne Projean. Emprisonné, il est traduit devant un tribunal révolutionnaire en juillet, puis exécuté.
Son nom est inscrit sur la 33e colonne de l'Arc de triomphe de l'Étoile.

## Faits d'armes
- 1793 : Bataille de Perpignan
- 1793 : Bataille de Peyrestortes